# Готлоб Фреге
Фрі́дріх Лю́двіг Го́тлоб Фре́ге (нім. Friedrich Ludwig Gottlob Frege; 8 листопада 1848, Вісмар — 26 липня 1925, Бад-Кляйнен) — німецький логік, математик та філософ. Представник школи аналітичної філософії.
Сформулював ідею логіцизму, тобто напрямку в основах  математики та філософії математики, основною тезою якого є твердження про «зводимість математики до логіки».

## Біографія
Батько Фреге був шкільним учителем, викладав математику. Фреге почав свою вищу освіту в  Єнському університеті в 1869 р. Через два роки він переїхав до  Геттінгену, де він і захистив в 1873 р. свою дисертацію з математики «Über eine geometrische Darstellung der imaginären Gebilde in der Ebene» (Про геометричне подання уявних об'єктів на площині).  Після захисту дисертації він повернувся в Йену, де під керівництвом Аббе написав габілітаційну роботу «Rechnungsmethoden, die sich auf eine Erweitung des Größenbegriffes gründen» (Методи розрахунків, які засновані на розширенні поняття розмірності) (1874) і отримав місце приват-доцента (1875). В 1879 р. він став  екстраординарним, в 1896 р. — ординарним професором. З його безпосередніх учнів широко відомий тільки Рудольф Карнап (згодом — один з членів Віденського гуртка і автор ряду важливих робіт з філософії науки). Оскільки всі діти Фреге померли до досягнення зрілості, в 1905 р. він взяв у будинок прийомного сина.
Популяризація його ідей Карнапом, Бертраном Расселом та  Людвігом Вітгенштайном зробила Фреге відомим в певних колах ще в 1930-тих. В англомовному світі його роботи стали широко відомі тільки після  Другої світової війни, значною мірою завдяки тому, що багато логіків та філософів, які вважали спадщину Фреге важливим внеском у розвиток філософської думки (наприклад, Рудольф Карнап, Курт Гедель та Альфред Тарський), змушені були емігрувати в США. Вони сприяли появі англійських перекладів основних робіт Фреге, які й принесли йому широку популярність.

## Праці Фреге
- Фреге Г. Основи арифметики. Логіко-математичне дослідження поняття числа. — К. : Port-Royal, 2001. — 142 с. — ISBN 966-7068-10-3.
- Фреге Г. Избранные работы. — М. : Дом интеллектуальной книги, 1997. — 159 с.
- Фреге Г. Логика и логическая семантика. — М. : Аспект Пресс, 2000. — 512 с.
- Фреге Г. Логические исследования. — Томск : Водолей, 1997. — 128 с.
- Frege on Being, Existence and Truth [Архівовано 10 лютого 2009 у Wayback Machine.]
- Begriffsschrift[de]
- Die Grundlagen der Arithmetik in PDF